# ジャッジアンジェルーチ
ジャッジアンジェルーチ (Judge Angelucci) とはアメリカ産の競走馬である。アメリカ西海岸のハンデキャップ競走で活躍し、G1競走で3勝を挙げた。引退後は日本で種牡馬となっていた。

## 経歴
3歳になった1986年にデビューし、その年の9月になって初勝利を挙げた。本格的に活躍するのは翌年以降で、1987年に年明けの一般競走を連勝すると、4月のサンタアニタパーク競馬場で行われたサンバーナーディーノハンデキャップで重賞初制覇を飾った。G1初挑戦となった6月のカリフォルニアンステークスで前年のケンタッキーダービー馬ファーディナンドと初の対戦を迎え、これを4着に破ってG1初出走にして栄冠を手にした。
以後も西海岸における中距離路線の大競走を中心に出走し、同地を拠点とするファーディナンドやアリシーバらと対戦を繰り返した。1987年にはブリーダーズカップ・クラシックにも出走し、ファーディナンドとアリシーバの接戦からやや遅れて3着に入っている。その後1988年の末に引退するまでの3年間で22戦10勝の成績を挙げ、G1勝鞍もサンアントニオハンデキャップ・マーヴィンルロイハンデキャップを含む3勝（グレードはいずれも当時のもの）に上った。
1988年の引退後、日本の社台グループが購入。翌年から社台スタリオンステーションにて種牡馬として供用された。

## 現役引退後
種牡馬としての評価
当時社台グループが輸入した種牡馬はノーザンテーストを始めとして、ディクタス、リアルシャダイといずれも成功を収めていた。そのためジャッジアンジェルーチもアメリカでGI3勝、ダート8.5ハロンの北米レコードホルダーという競走実績から大きな期待を持って迎えられた。
しかしデビューした産駒の成績は芳しいものではなく、ほとんどが条件戦レベルで伸び悩んだ。オープンまで出世した数少ない産駒の中には1993年生のゴーカイがいるが、この馬も平地レースで伸び悩んだ末に障害路線へ転向している。成績不振とともにジャッジアンジェルーチの種牡馬としての評価も下降していき、1998年に種牡馬を引退。同年に死亡した。
社台ファーム代表の吉田照哉はジャッジアンジェルーチについて「潜在的なスピードは充分にあったはずだが、生まれてきた産駒は何故か総じて体が固く、能力を活かすことができなかったようだ」と述べている。

### 代表産駒
- 1990年産
  - スイートビクトリア（1992年北海道3歳優駿）
- 1993年産
  - ゴーカイ（2000年、2001年中山グランドジャンプ） - 種牡馬(2013年8月31日付で引退)

ゴーカイが障害競走馬としては異例の種牡馬入りを果たしたこともあり、父系は2010年代まで存続していた。

### ブルードメアサイアーとしての代表産駒
- 1995年産
  - エガオヲミセテ（1998年阪神牝馬特別、1999年マイラーズカップ）
- 2000年産
  - オレハマッテルゼ（2006年高松宮記念、京王杯スプリングカップ）
- 2001年産
  - アジュディミツオー（2004年、2005年東京大賞典、2006年川崎記念、かしわ記念、帝王賞）
- 2005年産
  - レオマイスター（2008年ラジオNIKKEI賞）
- 2008年産
  - グレープブランデー（2011年ジャパンダートダービー、2013年東海ステークス、フェブラリーステークス）
  - フラアンジェリコ（2015年京成杯オータムハンデキャップ）

上記以外にもキタサンブラック・シュガークン兄弟の母馬であるシュガーハート（2005年産、未出走のまま繁殖入り）も本馬が母父である。

## 血統表
| ジャッジアンジェルーチの血統            | ジャッジアンジェルーチの血統                   | ジャッジアンジェルーチの血統                   | （血統表の出典）                               | （血統表の出典） |
| 父系                                    | ボールドルーラー系                             | ボールドルーラー系                             | ボールドルーラー系                             | [ § 2 ]          |
| 父 Honest Pleasure 1973 青鹿毛 アメリカ | 父の父What a Pleasure 1965 栗毛 アメリカ       | Bold Ruler                                     | Nasrullah                                      | Nasrullah        |
| 父 Honest Pleasure 1973 青鹿毛 アメリカ | 父の父What a Pleasure 1965 栗毛 アメリカ       | Bold Ruler                                     | Miss Disco                                     |                  |
| 父 Honest Pleasure 1973 青鹿毛 アメリカ | 父の父What a Pleasure 1965 栗毛 アメリカ       | Grey Flight                                    | Mahmoud                                        | Mahmoud          |
| 父 Honest Pleasure 1973 青鹿毛 アメリカ | 父の父What a Pleasure 1965 栗毛 アメリカ       | Grey Flight                                    | Planetoid                                      |                  |
| 父 Honest Pleasure 1973 青鹿毛 アメリカ | 父の母Tularia 1955 鹿毛 イギリス               | Tulyar                                         | Tehran                                         | Tehran           |
| 父 Honest Pleasure 1973 青鹿毛 アメリカ | 父の母Tularia 1955 鹿毛 イギリス               | Tulyar                                         | Neocracy                                       |                  |
| 父 Honest Pleasure 1973 青鹿毛 アメリカ | 父の母Tularia 1955 鹿毛 イギリス               | Suntop                                         | Dastur                                         | Dastur           |
| 父 Honest Pleasure 1973 青鹿毛 アメリカ | 父の母Tularia 1955 鹿毛 イギリス               | Suntop                                         | Sunny Mountain                                 |                  |
| 母 Victorian Queen 1971 鹿毛 カナダ     | 母の父Victoria Park 1957 鹿毛 カナダ           | Chop Chop                                      | Flares                                         | Flares           |
| 母 Victorian Queen 1971 鹿毛 カナダ     | 母の父Victoria Park 1957 鹿毛 カナダ           | Chop Chop                                      | Sceptical                                      |                  |
| 母 Victorian Queen 1971 鹿毛 カナダ     | 母の父Victoria Park 1957 鹿毛 カナダ           | Victoriana                                     | Windfields                                     | Windfields       |
| 母 Victorian Queen 1971 鹿毛 カナダ     | 母の父Victoria Park 1957 鹿毛 カナダ           | Victoriana                                     | Iribelle                                       |                  |
| 母 Victorian Queen 1971 鹿毛 カナダ     | 母の母Willowfield 1965 鹿毛 カナダ             | Stratus                                        | Nimbus                                         | Nimbus           |
| 母 Victorian Queen 1971 鹿毛 カナダ     | 母の母Willowfield 1965 鹿毛 カナダ             | Stratus                                        | Straight Offer                                 |                  |
| 母 Victorian Queen 1971 鹿毛 カナダ     | 母の母Willowfield 1965 鹿毛 カナダ             | Willow Lake                                    | Windfields                                     | Windfields       |
| 母 Victorian Queen 1971 鹿毛 カナダ     | 母の母Willowfield 1965 鹿毛 カナダ             | Willow Lake                                    | Compensate F-No.1-n                            |                  |
| 母系(F-No.)                             | 1号族(FN:1-n)                                  | 1号族(FN:1-n)                                  | 1号族(FN:1-n)                                  | [ § 3 ]          |
| 5代内の近親交配                         | Windfields 母内4x4=12.50%、 Nearco 5x5x5=9.38% | Windfields 母内4x4=12.50%、 Nearco 5x5x5=9.38% | Windfields 母内4x4=12.50%、 Nearco 5x5x5=9.38% | [ § 4 ]          |
| 出典                                    | 1. 2. 3. 4.                                    | 1. 2. 3. 4.                                    | 1. 2. 3. 4.                                    | 1. 2. 3. 4.      |

母ヴィクトリアンクイーンはカナダで競走生活を送り、オンタリオ州の地元重賞など12勝を挙げ、カナダで最優秀古牝馬にも選出された競走馬であった。繁殖牝馬としても優れ、ジャッジアンジェルーチのほかにもジョンヘンリーハンデキャップ優勝馬のピース（1985年生・牡馬）、ブルーグラスステークス優勝馬のウォー（1984年生・牡馬）といったG1勝ち馬を出している。